# ناحیه باور، شهرستان ایروکوی، ایلینوی
ناحیه باور (به انگلیسی: Beaver Township) یک منطقهٔ مسکونی در ایالات متحده آمریکا است که در شهرستان ایروکوی، ایلینوی واقع شده‌است. ناحیه باور ۲۰۵ متر بالاتر از سطح دریا واقع شده‌است.